# صالح الثبيتي
صالح الثبيتي، اعلامي سعودي، معيد في قسم مهارات الاتصال جامعة الملك عبد العزيز، عَمِل مقدماً لنشرة الأخبار في قناة العربية.

## حياته الأعلامية
بدأ حياته الإعلامية بعد تخرجه بتفوق من كلية العلوم فتوجه إلى قناة«عين الأوائل» قدم فيها برنامج فرسان التغيير، يقول عنه:«هو برنامج حواري يتحدث عن تجارب أشخاص حققوا نجاحات شخصية في حياتهم، فأصبحت محاورا ثم مقدما للبرامج، وفي البداية كان هناك اعتراضات على اختياري، بحكم أنني أواجه الكاميرا لأول مرة، وعملت في هذا البرنامج لمدة 6 أشهر، بدون أن يظهر اسمي في البرنامج وبدون أي مقابل مادي». لم يكتف بتلك التجربة فأتجه إلى «قناة اقرأ» وقدم فيها برنامج «من هنا وهناك» وهو برنامج سياحي، وبرنامج «عالم الثقافة» بالإضافة إلى برامج أخرى..
انتقل بعد ذلك للعمل في قناة العربية كمراسلاً للقناة في السعودية وقدم تغطيات مميزة لعدد من الأحداث المهمة داخل المملكة وخارجها (قام بتغطيات مميزة للحج وللقمة الخليجية في البحرين ورافق خادم الحرمين الشريفين الملك عبد الله عندما كان ولياً للعهد في زياراته إلى فرنسا وأمريكا).لتستقر رحاله في قناة العربية بدبي كمقدم لنشرة الأخبار وذلك في صيف 2006.
- احتل المركز الثالث في استطلاع لـ صحيفة الرياض السعودية «لافضل مذيع سعودي لسنة 2007».[2]
- شارك في تقديم «مهرجان جوائز المحبة 2008»
- شارك في تقديم حلقات من برنامج «صباح العربية».
- اختير كـأفضل مذيع تلفزيوني لـعـام 2008 من قبل جريدة الجزيرة السعودية، مناصفة مع المذيع «علي الظفيري»
- يكتب حاليا زاوية شهرية بمجلة فواصل بعنوان «قبل الفاصل»